# Ad-Dirrijja
Ad-Dirrijja (arab. الدرية) – wieś w Syrii, w muhafazie Idlib. W 2004 roku liczyła 651 mieszkańców.